# Mercedes-Benz L 321
Der Mercedes-Benz L 321 ist ein Lastkraftwagen von Mercedes-Benz, der ab Juni 1957 im Mercedes-Benz-Werk Mannheim gebaut wurde, in dem auch die Lkw L 311 und L 312 gebaut wurden. Im Vergleich zu beiden ist der L 321 für eine höhere Nutzlast von anfangs 5,5 t ausgelegt. Gebaut wurde der L 321 als Pritschen-Lkw, Kipper-Lkw und Sattelzugmaschine, sowohl mit Frontlenker-Fahrerhaus als auch in Haubenlenkerbauweise. Die Allradmodelle wurden nur als Haubenlenker gebaut. Die Produktion endete in Mannheim im Jahr 1959.

## Modelle
- L 321: Basismodell, Haubenlenker, Pritsche, Hinterradantrieb
- LK 321: Haubenlenker, Kipper, Hinterradantrieb
- LP 321: Frontlenker, Pritsche oder Fahrgestell
- LA 321: Haubenlenker, Pritsche, Allradantrieb
- LAK 321: Haubenlenker, Kipper Allradantrieb
- LS 321: Haubenlenkerzugmaschine, Hinterradantrieb
- LAS 321: Haubenlenkerzugmaschine, Allradantrieb
- LP 321: Frontlenkerzugmaschine, Hinterradantrieb

## Technik

### Fahrwerk und Kraftübertragung
Der L 321 ist ein Lastkraftwagen mit zwei Achsen und modularem Leiterrahmen, der mit den Radständen 3200 mm, 3600 mm, 4200 mm und 4830 mm angeboten wurde. Sowohl Vorder- als auch Hinterachse sind Starrachsen. Sie sind an Halbelliptikfedern aufgehängt. Die Hinterachse ist zusätzlich mit zwei progressiv wirkenden Zusatzfedern ausgestattet, die Vorderachse hat serienmäßig Teleskopstoßdämpfer. Die verstärkten Reifen der Größe 8.25-20 eHD sind auf geteilte Schrägschulterfelgen der Größe 6,5-20 aufgezogen. Allradgetriebene Fahrzeuge haben Geländereifen selber Größe. Die Vorderachse ist einfachbereift, die Hinterachse hat Zwillingsbereifung. An allen Rädern gibt es hydraulisch mit Druckluftunterstützung (Bremsservo) betätigte Innenbacken-Trommelbremsen. Die Fahrzeuge, die sowohl als Rechts- wie als Linkslenker lieferbar waren, haben eine Kugelumlauflenkung mit ungeteilter Spurstange von Mercedes-Benz.
Vom Motor wird die Kraft über eine Einscheibentrockenkupplung des Typs Fichtel & Sachs H32 auf das Getriebe übertragen. Das mit dem Motor verblockte Getriebe, eine Eigenentwicklung von Mercedes-Benz, ist ein vollsynchronisiertes Fünfganggetriebe mit Kugelschaltung. Vom Getriebe wird die Antriebskraft über eine zweiteilige Gelenkwelle auf das Kegelrad-Differenzial an der Hinterachse übertragen; allradgetriebene Fahrzeuge haben zusätzlich ein Untersetzungsgetriebe. Eine Differenzialsperre gab es weder für Hinterachse noch für Vorderachse.

### Motor
Der Motor ist in allen Fahrzeugen der Mercedes-Benz OM 321, ein stehender Reihen-Sechszylinder-Viertakt-Dieselmotor mit zwei Ventilen, Vorkammereinspritzung und Wasserkühlung. Der Zylinderblock aus nickellegiertem Gusseisen und das geteilte Kurbelgehäuse sind aus einem Guss. Bei einer Zylinderbohrung von 95 mm und einem Kolbenhub von 120 mm hat der Motor einen Gesamthubraum von 5103 cm³. Die Kolben sind geschmiedete Kolben aus Leichtmetall von Mahle mit jeweils vier Kompressionsringen und zwei Ölabstreifringen. Die Kraft wird über schräggeteilte Pleuel mit Doppel-T-Querschnitt auf eine geschmiedete und an den Lagerstellen gehärtete, siebenfach gelagerte Kurbelwelle übertragen. Pleuel und Kurbelwelle haben Bleibronze-Gleitlager mit Stahlstützschalen. Die Kurbelwelle ist mit Gegengewichten und Schwingungsdämpfern versehen.
Im Kurbelgehäuse läuft eine vierfach in Gleitlagern gelagerte Nockenwelle, die über schrägverzahnte Stirnräder von der Kurbelwelle angetrieben wird. Sie betätigt über Stößel, Stoßstangen und Kipphebel die senkrecht hängenden Ventile. Jeder Zylinder hat ein Ein- und ein Auslassventil. Der alle Zylinder abdeckende Zylinderkopf aus Gusseisen ist abnehmbar und hat eine asbesthaltige Dichtung.
Die Druckumlaufschmierung arbeitet mit Zahnradölpumpe und einem Ölfilter im Hauptstrom. Das Öl wird von einem Ölkühler mit Temperaturregler gekühlt. Der Kraftstoff wird durch einen Filzrohrfilter gereinigt und mit einer Einspritzpumpe des Typs Bosch PES 6 A70 B 410 RS 64/7 durch Einspritzdüsen des Typs Bosch DNO SD 211 in die Vorkammern einspritzt. Die Einspritzpumpe hat einen Verstelldrehzahlregler. Die Luft wird mit einem Papierluftfilter gereinigt. Gekühlt wird der Motor mit einem Röhrenkühler, dessen warme Abluft ein Ventilator fortbläst.

## Technische Daten 1958
|                                        | L 321/36                                                                                  | L 321/42                                                                                  | L 321/48                                                                                  | LK 321/32                                                                                 | LK 321/36                                                                                 | LP 321/32                                                                                 | LP 321/36                                                                                 | LP 321/42                                                                                 | LP 321/48                                                                                 | LA 321/36                                                                                 | LA 321/42                                                                                 | LAK 321/32                                                                                | LAK 321/36                                                                                | LAS 321/32                                                                                | LAS 321/36                                                                                | LS 321/32                                                                                 | LS 321/36                                                                                 | LPS 321/32                                                                                | LPS 321/36                                                                                |
| Abmessungen und Gewichte               |                                                                                           |                                                                                           |                                                                                           |                                                                                           |                                                                                           |                                                                                           |                                                                                           |                                                                                           |                                                                                           |                                                                                           |                                                                                           |                                                                                           |                                                                                           |                                                                                           |                                                                                           |                                                                                           |                                                                                           |                                                                                           |                                                                                           |
| Radstand (mm)                          | 3600                                                                                      | 4200                                                                                      | 4830                                                                                      | 3200                                                                                      | 3600                                                                                      | 3200                                                                                      | 3600                                                                                      | 4200                                                                                      | 4830                                                                                      | 3600                                                                                      | 4200                                                                                      | 3200                                                                                      | 3600                                                                                      | 3200                                                                                      | 3600                                                                                      | 3200                                                                                      | 3600                                                                                      | 3200                                                                                      | 3600                                                                                      |
| Spurweite vorn (mm)                    | 1705                                                                                      | 1705                                                                                      | 1705                                                                                      | 1705                                                                                      | 1705                                                                                      | 1940                                                                                      | 1940                                                                                      | 1940                                                                                      | 1940                                                                                      | 1820                                                                                      | 1820                                                                                      | 1820                                                                                      | 1820                                                                                      | 1820                                                                                      | 1820                                                                                      | 1705                                                                                      | 1705                                                                                      | 1940                                                                                      | 1940                                                                                      |
| Spurweite hinten (mm)                  | 1725                                                                                      | 1725                                                                                      | 1725                                                                                      | 1725                                                                                      | 1725                                                                                      | 1725                                                                                      | 1725                                                                                      | 1725                                                                                      | 1725                                                                                      | 1725                                                                                      | 1725                                                                                      | 1725                                                                                      | 1725                                                                                      | 1725                                                                                      | 1725                                                                                      | 1725                                                                                      | 1725                                                                                      | 1725                                                                                      | 1725                                                                                      |
| Bodenfreiheit (mm)                     | 225                                                                                       | 225                                                                                       | 225                                                                                       | 225                                                                                       | 225                                                                                       | 225                                                                                       | 225                                                                                       | 225                                                                                       | 225                                                                                       | 235                                                                                       | 235                                                                                       | 235                                                                                       | 235                                                                                       | 235                                                                                       | 235                                                                                       | 255                                                                                       | 255                                                                                       | 255                                                                                       | 255                                                                                       |
| Länge (mm)                             | 6660                                                                                      | 7360                                                                                      | 8360                                                                                      | 5875                                                                                      | 6315                                                                                      | 6425                                                                                      | 7425                                                                                      | Abhängig vom Aufbau                                                                       | Abhängig vom Aufbau                                                                       | 6360                                                                                      | 7360                                                                                      | 5875                                                                                      | 6315                                                                                      | 5375                                                                                      | 5775                                                                                      | 5375                                                                                      | 5775                                                                                      | 5520                                                                                      | 5920                                                                                      |
| Breite (mm)                            | 2280                                                                                      | 2280                                                                                      | 2280                                                                                      | 2310                                                                                      | 2280                                                                                      | 2500                                                                                      | 2500                                                                                      | Abhängig vom Aufbau                                                                       | Abhängig vom Aufbau                                                                       | 2300                                                                                      | 2300                                                                                      | 2310                                                                                      | 2300                                                                                      | 2300                                                                                      | 2300                                                                                      | 2230                                                                                      | 2230                                                                                      | 2500                                                                                      | 2500                                                                                      |
| Höhe (mm)                              | 2325                                                                                      | 2325                                                                                      | 2325                                                                                      | 2325                                                                                      | 2325                                                                                      | 2440                                                                                      | 2440                                                                                      | Abhängig vom Aufbau                                                                       | Abhängig vom Aufbau                                                                       | 2520                                                                                      | 2520                                                                                      | 2520                                                                                      | 2520                                                                                      | 2520                                                                                      | 2520                                                                                      | 2325                                                                                      | 2325                                                                                      | 2440                                                                                      | 2440                                                                                      |
| Wendekreisdurchmesser (m)              | 15,7                                                                                      | 17,7                                                                                      | 19,7                                                                                      | 15,8                                                                                      | 17,3                                                                                      | 12,6                                                                                      | 13,6                                                                                      | 15,2                                                                                      | 16,9                                                                                      | 16,5                                                                                      | 18,5                                                                                      | 15,2                                                                                      | 16,5                                                                                      | 15,2                                                                                      | 16,5                                                                                      |                                                                                           |                                                                                           | 12,6                                                                                      | 13,6                                                                                      |
| Leergewicht (kg)                       | 3475                                                                                      | 3560                                                                                      | 3755                                                                                      | 3820                                                                                      | 3900                                                                                      | 3665                                                                                      | 3830                                                                                      | Abhängig vom Aufbau                                                                       | Abhängig vom Aufbau                                                                       | 3740                                                                                      | 3850                                                                                      | 4150                                                                                      | 4200                                                                                      | 3275                                                                                      | 3295                                                                                      | 2950                                                                                      | 3005                                                                                      | 3135                                                                                      | 3190                                                                                      |
| Nutzlast (kg)                          | 5450                                                                                      | 5740                                                                                      | 5650                                                                                      | 5045                                                                                      | 5290                                                                                      | 6335                                                                                      | 5855                                                                                      | Abhängig vom Aufbau                                                                       | Abhängig vom Aufbau                                                                       | 5710                                                                                      | 5600                                                                                      | 4950                                                                                      | 5220                                                                                      | 6175                                                                                      | 6155                                                                                      | 6300                                                                                      | 6220                                                                                      | 6550                                                                                      | 6360                                                                                      |
| Zulässiges Gesamtgewicht (kg)          | 9450                                                                                      | 9450                                                                                      | 9450                                                                                      | 9450                                                                                      | 9450                                                                                      | 10000                                                                                     | 10000                                                                                     | 10000                                                                                     | 10000                                                                                     | 9450                                                                                      | 9450                                                                                      | 9450                                                                                      | 9450                                                                                      | 9450                                                                                      | 9450                                                                                      | 9450                                                                                      | 9450                                                                                      | 10000                                                                                     | 10000                                                                                     |
| Motor                                  |                                                                                           |                                                                                           |                                                                                           |                                                                                           |                                                                                           |                                                                                           |                                                                                           |                                                                                           |                                                                                           |                                                                                           |                                                                                           |                                                                                           |                                                                                           |                                                                                           |                                                                                           |                                                                                           |                                                                                           |                                                                                           |                                                                                           |
| Motorbezeichnung                       | Mercedes-Benz OM 321                                                                      | Mercedes-Benz OM 321                                                                      | Mercedes-Benz OM 321                                                                      | Mercedes-Benz OM 321                                                                      | Mercedes-Benz OM 321                                                                      | Mercedes-Benz OM 321                                                                      | Mercedes-Benz OM 321                                                                      | Mercedes-Benz OM 321                                                                      | Mercedes-Benz OM 321                                                                      | Mercedes-Benz OM 321                                                                      | Mercedes-Benz OM 321                                                                      | Mercedes-Benz OM 321                                                                      | Mercedes-Benz OM 321                                                                      | Mercedes-Benz OM 321                                                                      | Mercedes-Benz OM 321                                                                      | Mercedes-Benz OM 321                                                                      | Mercedes-Benz OM 321                                                                      | Mercedes-Benz OM 321                                                                      | Mercedes-Benz OM 321                                                                      |
| Motortyp                               | Reihen-Sechszylinder-Viertakt-Zweiventil-OHV-Vorkammer-Dieselmotor                        | Reihen-Sechszylinder-Viertakt-Zweiventil-OHV-Vorkammer-Dieselmotor                        | Reihen-Sechszylinder-Viertakt-Zweiventil-OHV-Vorkammer-Dieselmotor                        | Reihen-Sechszylinder-Viertakt-Zweiventil-OHV-Vorkammer-Dieselmotor                        | Reihen-Sechszylinder-Viertakt-Zweiventil-OHV-Vorkammer-Dieselmotor                        | Reihen-Sechszylinder-Viertakt-Zweiventil-OHV-Vorkammer-Dieselmotor                        | Reihen-Sechszylinder-Viertakt-Zweiventil-OHV-Vorkammer-Dieselmotor                        | Reihen-Sechszylinder-Viertakt-Zweiventil-OHV-Vorkammer-Dieselmotor                        | Reihen-Sechszylinder-Viertakt-Zweiventil-OHV-Vorkammer-Dieselmotor                        | Reihen-Sechszylinder-Viertakt-Zweiventil-OHV-Vorkammer-Dieselmotor                        | Reihen-Sechszylinder-Viertakt-Zweiventil-OHV-Vorkammer-Dieselmotor                        | Reihen-Sechszylinder-Viertakt-Zweiventil-OHV-Vorkammer-Dieselmotor                        | Reihen-Sechszylinder-Viertakt-Zweiventil-OHV-Vorkammer-Dieselmotor                        | Reihen-Sechszylinder-Viertakt-Zweiventil-OHV-Vorkammer-Dieselmotor                        | Reihen-Sechszylinder-Viertakt-Zweiventil-OHV-Vorkammer-Dieselmotor                        | Reihen-Sechszylinder-Viertakt-Zweiventil-OHV-Vorkammer-Dieselmotor                        | Reihen-Sechszylinder-Viertakt-Zweiventil-OHV-Vorkammer-Dieselmotor                        | Reihen-Sechszylinder-Viertakt-Zweiventil-OHV-Vorkammer-Dieselmotor                        | Reihen-Sechszylinder-Viertakt-Zweiventil-OHV-Vorkammer-Dieselmotor                        |
| Kühlung                                | Wasserkühlung                                                                             | Wasserkühlung                                                                             | Wasserkühlung                                                                             | Wasserkühlung                                                                             | Wasserkühlung                                                                             | Wasserkühlung                                                                             | Wasserkühlung                                                                             | Wasserkühlung                                                                             | Wasserkühlung                                                                             | Wasserkühlung                                                                             | Wasserkühlung                                                                             | Wasserkühlung                                                                             | Wasserkühlung                                                                             | Wasserkühlung                                                                             | Wasserkühlung                                                                             | Wasserkühlung                                                                             | Wasserkühlung                                                                             | Wasserkühlung                                                                             | Wasserkühlung                                                                             |
| Einlassventil öffnet                   | 22 ° vor oberem Totpunkt                                                                  | 22 ° vor oberem Totpunkt                                                                  | 22 ° vor oberem Totpunkt                                                                  | 22 ° vor oberem Totpunkt                                                                  | 22 ° vor oberem Totpunkt                                                                  | 22 ° vor oberem Totpunkt                                                                  | 22 ° vor oberem Totpunkt                                                                  | 22 ° vor oberem Totpunkt                                                                  | 22 ° vor oberem Totpunkt                                                                  | 22 ° vor oberem Totpunkt                                                                  | 22 ° vor oberem Totpunkt                                                                  | 22 ° vor oberem Totpunkt                                                                  | 22 ° vor oberem Totpunkt                                                                  | 22 ° vor oberem Totpunkt                                                                  | 22 ° vor oberem Totpunkt                                                                  | 22 ° vor oberem Totpunkt                                                                  | 22 ° vor oberem Totpunkt                                                                  | 22 ° vor oberem Totpunkt                                                                  | 22 ° vor oberem Totpunkt                                                                  |
| Einlassventil schließt                 | 58 ° nach unterem Totpunkt                                                                | 58 ° nach unterem Totpunkt                                                                | 58 ° nach unterem Totpunkt                                                                | 58 ° nach unterem Totpunkt                                                                | 58 ° nach unterem Totpunkt                                                                | 58 ° nach unterem Totpunkt                                                                | 58 ° nach unterem Totpunkt                                                                | 58 ° nach unterem Totpunkt                                                                | 58 ° nach unterem Totpunkt                                                                | 58 ° nach unterem Totpunkt                                                                | 58 ° nach unterem Totpunkt                                                                | 58 ° nach unterem Totpunkt                                                                | 58 ° nach unterem Totpunkt                                                                | 58 ° nach unterem Totpunkt                                                                | 58 ° nach unterem Totpunkt                                                                | 58 ° nach unterem Totpunkt                                                                | 58 ° nach unterem Totpunkt                                                                | 58 ° nach unterem Totpunkt                                                                | 58 ° nach unterem Totpunkt                                                                |
| Auslassventil öffnet                   | 56 ° vor unterem Totpunkt                                                                 | 56 ° vor unterem Totpunkt                                                                 | 56 ° vor unterem Totpunkt                                                                 | 56 ° vor unterem Totpunkt                                                                 | 56 ° vor unterem Totpunkt                                                                 | 56 ° vor unterem Totpunkt                                                                 | 56 ° vor unterem Totpunkt                                                                 | 56 ° vor unterem Totpunkt                                                                 | 56 ° vor unterem Totpunkt                                                                 | 56 ° vor unterem Totpunkt                                                                 | 56 ° vor unterem Totpunkt                                                                 | 56 ° vor unterem Totpunkt                                                                 | 56 ° vor unterem Totpunkt                                                                 | 56 ° vor unterem Totpunkt                                                                 | 56 ° vor unterem Totpunkt                                                                 | 56 ° vor unterem Totpunkt                                                                 | 56 ° vor unterem Totpunkt                                                                 | 56 ° vor unterem Totpunkt                                                                 | 56 ° vor unterem Totpunkt                                                                 |
| Auslassventil schließt                 | 26 ° nach oberem Totpunkt                                                                 | 26 ° nach oberem Totpunkt                                                                 | 26 ° nach oberem Totpunkt                                                                 | 26 ° nach oberem Totpunkt                                                                 | 26 ° nach oberem Totpunkt                                                                 | 26 ° nach oberem Totpunkt                                                                 | 26 ° nach oberem Totpunkt                                                                 | 26 ° nach oberem Totpunkt                                                                 | 26 ° nach oberem Totpunkt                                                                 | 26 ° nach oberem Totpunkt                                                                 | 26 ° nach oberem Totpunkt                                                                 | 26 ° nach oberem Totpunkt                                                                 | 26 ° nach oberem Totpunkt                                                                 | 26 ° nach oberem Totpunkt                                                                 | 26 ° nach oberem Totpunkt                                                                 | 26 ° nach oberem Totpunkt                                                                 | 26 ° nach oberem Totpunkt                                                                 | 26 ° nach oberem Totpunkt                                                                 | 26 ° nach oberem Totpunkt                                                                 |
| Zündfolge                              | 1-5-3-6-2-4                                                                               | 1-5-3-6-2-4                                                                               | 1-5-3-6-2-4                                                                               | 1-5-3-6-2-4                                                                               | 1-5-3-6-2-4                                                                               | 1-5-3-6-2-4                                                                               | 1-5-3-6-2-4                                                                               | 1-5-3-6-2-4                                                                               | 1-5-3-6-2-4                                                                               | 1-5-3-6-2-4                                                                               | 1-5-3-6-2-4                                                                               | 1-5-3-6-2-4                                                                               | 1-5-3-6-2-4                                                                               | 1-5-3-6-2-4                                                                               | 1-5-3-6-2-4                                                                               | 1-5-3-6-2-4                                                                               | 1-5-3-6-2-4                                                                               | 1-5-3-6-2-4                                                                               | 1-5-3-6-2-4                                                                               |
| Motormasse                             | 385 kg                                                                                    | 385 kg                                                                                    | 385 kg                                                                                    | 385 kg                                                                                    | 385 kg                                                                                    | 385 kg                                                                                    | 385 kg                                                                                    | 385 kg                                                                                    | 385 kg                                                                                    | 385 kg                                                                                    | 385 kg                                                                                    | 385 kg                                                                                    | 385 kg                                                                                    | 385 kg                                                                                    | 385 kg                                                                                    | 385 kg                                                                                    | 385 kg                                                                                    | 385 kg                                                                                    | 385 kg                                                                                    |
| Einspritzdruck                         | 132,4 bar                                                                                 | 132,4 bar                                                                                 | 132,4 bar                                                                                 | 132,4 bar                                                                                 | 132,4 bar                                                                                 | 132,4 bar                                                                                 | 132,4 bar                                                                                 | 132,4 bar                                                                                 | 132,4 bar                                                                                 | 132,4 bar                                                                                 | 132,4 bar                                                                                 | 132,4 bar                                                                                 | 132,4 bar                                                                                 | 132,4 bar                                                                                 | 132,4 bar                                                                                 | 132,4 bar                                                                                 | 132,4 bar                                                                                 | 132,4 bar                                                                                 | 132,4 bar                                                                                 |
| Anlasser                               | Schubankeranlasser Bosch BNG 4/12 CR 201                                                  | Schubankeranlasser Bosch BNG 4/12 CR 201                                                  | Schubankeranlasser Bosch BNG 4/12 CR 201                                                  | Schubankeranlasser Bosch BNG 4/12 CR 201                                                  | Schubankeranlasser Bosch BNG 4/12 CR 201                                                  | Schubankeranlasser Bosch BNG 4/12 CR 201                                                  | Schubankeranlasser Bosch BNG 4/12 CR 201                                                  | Schubankeranlasser Bosch BNG 4/12 CR 201                                                  | Schubankeranlasser Bosch BNG 4/12 CR 201                                                  | Schubankeranlasser Bosch BNG 4/12 CR 201                                                  | Schubankeranlasser Bosch BNG 4/12 CR 201                                                  | Schubankeranlasser Bosch BNG 4/12 CR 201                                                  | Schubankeranlasser Bosch BNG 4/12 CR 201                                                  | Schubankeranlasser Bosch BNG 4/12 CR 201                                                  | Schubankeranlasser Bosch BNG 4/12 CR 201                                                  | Schubankeranlasser Bosch BNG 4/12 CR 201                                                  | Schubankeranlasser Bosch BNG 4/12 CR 201                                                  | Schubankeranlasser Bosch BNG 4/12 CR 201                                                  | Schubankeranlasser Bosch BNG 4/12 CR 201                                                  |
| Glühkerze                              | Bosch KE/GA 1/8 Beru 214 Ge                                                               | Bosch KE/GA 1/8 Beru 214 Ge                                                               | Bosch KE/GA 1/8 Beru 214 Ge                                                               | Bosch KE/GA 1/8 Beru 214 Ge                                                               | Bosch KE/GA 1/8 Beru 214 Ge                                                               | Bosch KE/GA 1/8 Beru 214 Ge                                                               | Bosch KE/GA 1/8 Beru 214 Ge                                                               | Bosch KE/GA 1/8 Beru 214 Ge                                                               | Bosch KE/GA 1/8 Beru 214 Ge                                                               | Bosch KE/GA 1/8 Beru 214 Ge                                                               | Bosch KE/GA 1/8 Beru 214 Ge                                                               | Bosch KE/GA 1/8 Beru 214 Ge                                                               | Bosch KE/GA 1/8 Beru 214 Ge                                                               | Bosch KE/GA 1/8 Beru 214 Ge                                                               | Bosch KE/GA 1/8 Beru 214 Ge                                                               | Bosch KE/GA 1/8 Beru 214 Ge                                                               | Bosch KE/GA 1/8 Beru 214 Ge                                                               | Bosch KE/GA 1/8 Beru 214 Ge                                                               | Bosch KE/GA 1/8 Beru 214 Ge                                                               |
| Bohrung × Hub                          | 95 × 120 mm                                                                               | 95 × 120 mm                                                                               | 95 × 120 mm                                                                               | 95 × 120 mm                                                                               | 95 × 120 mm                                                                               | 95 × 120 mm                                                                               | 95 × 120 mm                                                                               | 95 × 120 mm                                                                               | 95 × 120 mm                                                                               | 95 × 120 mm                                                                               | 95 × 120 mm                                                                               | 95 × 120 mm                                                                               | 95 × 120 mm                                                                               | 95 × 120 mm                                                                               | 95 × 120 mm                                                                               | 95 × 120 mm                                                                               | 95 × 120 mm                                                                               | 95 × 120 mm                                                                               | 95 × 120 mm                                                                               |
| Hubraum                                | 5103 cm³                                                                                  | 5103 cm³                                                                                  | 5103 cm³                                                                                  | 5103 cm³                                                                                  | 5103 cm³                                                                                  | 5103 cm³                                                                                  | 5103 cm³                                                                                  | 5103 cm³                                                                                  | 5103 cm³                                                                                  | 5103 cm³                                                                                  | 5103 cm³                                                                                  | 5103 cm³                                                                                  | 5103 cm³                                                                                  | 5103 cm³                                                                                  | 5103 cm³                                                                                  | 5103 cm³                                                                                  | 5103 cm³                                                                                  | 5103 cm³                                                                                  | 5103 cm³                                                                                  |
| Nennleistung bei 3000 min−1            | 81 kW (110 DIN-PS nach DIN 70020)                                                         | 81 kW (110 DIN-PS nach DIN 70020)                                                         | 81 kW (110 DIN-PS nach DIN 70020)                                                         | 81 kW (110 DIN-PS nach DIN 70020)                                                         | 81 kW (110 DIN-PS nach DIN 70020)                                                         | 81 kW (110 DIN-PS nach DIN 70020)                                                         | 81 kW (110 DIN-PS nach DIN 70020)                                                         | 81 kW (110 DIN-PS nach DIN 70020)                                                         | 81 kW (110 DIN-PS nach DIN 70020)                                                         | 81 kW (110 DIN-PS nach DIN 70020)                                                         | 81 kW (110 DIN-PS nach DIN 70020)                                                         | 81 kW (110 DIN-PS nach DIN 70020)                                                         | 81 kW (110 DIN-PS nach DIN 70020)                                                         | 81 kW (110 DIN-PS nach DIN 70020)                                                         | 81 kW (110 DIN-PS nach DIN 70020)                                                         | 81 kW (110 DIN-PS nach DIN 70020)                                                         | 81 kW (110 DIN-PS nach DIN 70020)                                                         | 81 kW (110 DIN-PS nach DIN 70020)                                                         | 81 kW (110 DIN-PS nach DIN 70020)                                                         |
| Maximales Drehmoment bei 1600 min−1    | 299 Nm (30,5 kpm nach DIN 70020)                                                          | 299 Nm (30,5 kpm nach DIN 70020)                                                          | 299 Nm (30,5 kpm nach DIN 70020)                                                          | 299 Nm (30,5 kpm nach DIN 70020)                                                          | 299 Nm (30,5 kpm nach DIN 70020)                                                          | 299 Nm (30,5 kpm nach DIN 70020)                                                          | 299 Nm (30,5 kpm nach DIN 70020)                                                          | 299 Nm (30,5 kpm nach DIN 70020)                                                          | 299 Nm (30,5 kpm nach DIN 70020)                                                          | 299 Nm (30,5 kpm nach DIN 70020)                                                          | 299 Nm (30,5 kpm nach DIN 70020)                                                          | 299 Nm (30,5 kpm nach DIN 70020)                                                          | 299 Nm (30,5 kpm nach DIN 70020)                                                          | 299 Nm (30,5 kpm nach DIN 70020)                                                          | 299 Nm (30,5 kpm nach DIN 70020)                                                          | 299 Nm (30,5 kpm nach DIN 70020)                                                          | 299 Nm (30,5 kpm nach DIN 70020)                                                          | 299 Nm (30,5 kpm nach DIN 70020)                                                          | 299 Nm (30,5 kpm nach DIN 70020)                                                          |
| Kraftübertragung                       |                                                                                           |                                                                                           |                                                                                           |                                                                                           |                                                                                           |                                                                                           |                                                                                           |                                                                                           |                                                                                           |                                                                                           |                                                                                           |                                                                                           |                                                                                           |                                                                                           |                                                                                           |                                                                                           |                                                                                           |                                                                                           |                                                                                           |
| Kraftübertragung auf                   | Hinterräder                                                                               | Hinterräder                                                                               | Hinterräder                                                                               | Hinterräder                                                                               | Hinterräder                                                                               | Hinterräder                                                                               | Hinterräder                                                                               | Hinterräder                                                                               | Hinterräder                                                                               | Alle Räder                                                                                | Alle Räder                                                                                | Alle Räder                                                                                | Alle Räder                                                                                | Alle Räder                                                                                | Alle Räder                                                                                | Hinterräder                                                                               | Hinterräder                                                                               | Hinterräder                                                                               | Hinterräder                                                                               |
| Kupplung                               | Einscheibentrockenkupplung Fichtel & Sachs H 32                                           | Einscheibentrockenkupplung Fichtel & Sachs H 32                                           | Einscheibentrockenkupplung Fichtel & Sachs H 32                                           | Einscheibentrockenkupplung Fichtel & Sachs H 32                                           | Einscheibentrockenkupplung Fichtel & Sachs H 32                                           | Einscheibentrockenkupplung Fichtel & Sachs H 32                                           | Einscheibentrockenkupplung Fichtel & Sachs H 32                                           | Einscheibentrockenkupplung Fichtel & Sachs H 32                                           | Einscheibentrockenkupplung Fichtel & Sachs H 32                                           | Einscheibentrockenkupplung Fichtel & Sachs H 32                                           | Einscheibentrockenkupplung Fichtel & Sachs H 32                                           | Einscheibentrockenkupplung Fichtel & Sachs H 32                                           | Einscheibentrockenkupplung Fichtel & Sachs H 32                                           | Einscheibentrockenkupplung Fichtel & Sachs H 32                                           | Einscheibentrockenkupplung Fichtel & Sachs H 32                                           | Einscheibentrockenkupplung Fichtel & Sachs H 32                                           | Einscheibentrockenkupplung Fichtel & Sachs H 32                                           | Einscheibentrockenkupplung Fichtel & Sachs H 32                                           | Einscheibentrockenkupplung Fichtel & Sachs H 32                                           |
| Getriebe                               | Daimler-Benz-Fünfgang-Stufengetriebe, manuell, mechanisch, synchronisiert                 | Daimler-Benz-Fünfgang-Stufengetriebe, manuell, mechanisch, synchronisiert                 | Daimler-Benz-Fünfgang-Stufengetriebe, manuell, mechanisch, synchronisiert                 | Daimler-Benz-Fünfgang-Stufengetriebe, manuell, mechanisch, synchronisiert                 | Daimler-Benz-Fünfgang-Stufengetriebe, manuell, mechanisch, synchronisiert                 | Daimler-Benz-Fünfgang-Stufengetriebe, manuell, mechanisch, synchronisiert                 | Daimler-Benz-Fünfgang-Stufengetriebe, manuell, mechanisch, synchronisiert                 | Daimler-Benz-Fünfgang-Stufengetriebe, manuell, mechanisch, synchronisiert                 | Daimler-Benz-Fünfgang-Stufengetriebe, manuell, mechanisch, synchronisiert                 | Daimler-Benz-Fünfgang-Stufengetriebe, manuell, mechanisch, synchronisiert                 | Daimler-Benz-Fünfgang-Stufengetriebe, manuell, mechanisch, synchronisiert                 | Daimler-Benz-Fünfgang-Stufengetriebe, manuell, mechanisch, synchronisiert                 | Daimler-Benz-Fünfgang-Stufengetriebe, manuell, mechanisch, synchronisiert                 | Daimler-Benz-Fünfgang-Stufengetriebe, manuell, mechanisch, synchronisiert                 | Daimler-Benz-Fünfgang-Stufengetriebe, manuell, mechanisch, synchronisiert                 | Daimler-Benz-Fünfgang-Stufengetriebe, manuell, mechanisch, synchronisiert                 | Daimler-Benz-Fünfgang-Stufengetriebe, manuell, mechanisch, synchronisiert                 | Daimler-Benz-Fünfgang-Stufengetriebe, manuell, mechanisch, synchronisiert                 | Daimler-Benz-Fünfgang-Stufengetriebe, manuell, mechanisch, synchronisiert                 |
| Getriebeübersetzungen                  | 1. Gang: 8,980 2. Gang: 4,785 3. Gang: 2,736 4. Gang: 1,663 5. Gang: 1,000 R. Gang: 8,290 | 1. Gang: 8,980 2. Gang: 4,785 3. Gang: 2,736 4. Gang: 1,663 5. Gang: 1,000 R. Gang: 8,290 | 1. Gang: 8,980 2. Gang: 4,785 3. Gang: 2,736 4. Gang: 1,663 5. Gang: 1,000 R. Gang: 8,290 | 1. Gang: 8,980 2. Gang: 4,785 3. Gang: 2,736 4. Gang: 1,663 5. Gang: 1,000 R. Gang: 8,290 | 1. Gang: 8,980 2. Gang: 4,785 3. Gang: 2,736 4. Gang: 1,663 5. Gang: 1,000 R. Gang: 8,290 | 1. Gang: 8,980 2. Gang: 4,785 3. Gang: 2,736 4. Gang: 1,663 5. Gang: 1,000 R. Gang: 8,290 | 1. Gang: 8,980 2. Gang: 4,785 3. Gang: 2,736 4. Gang: 1,663 5. Gang: 1,000 R. Gang: 8,290 | 1. Gang: 8,980 2. Gang: 4,785 3. Gang: 2,736 4. Gang: 1,663 5. Gang: 1,000 R. Gang: 8,290 | 1. Gang: 8,980 2. Gang: 4,785 3. Gang: 2,736 4. Gang: 1,663 5. Gang: 1,000 R. Gang: 8,290 | 1. Gang: 8,980 2. Gang: 4,785 3. Gang: 2,736 4. Gang: 1,663 5. Gang: 1,000 R. Gang: 8,290 | 1. Gang: 8,980 2. Gang: 4,785 3. Gang: 2,736 4. Gang: 1,663 5. Gang: 1,000 R. Gang: 8,290 | 1. Gang: 8,980 2. Gang: 4,785 3. Gang: 2,736 4. Gang: 1,663 5. Gang: 1,000 R. Gang: 8,290 | 1. Gang: 8,980 2. Gang: 4,785 3. Gang: 2,736 4. Gang: 1,663 5. Gang: 1,000 R. Gang: 8,290 | 1. Gang: 8,980 2. Gang: 4,785 3. Gang: 2,736 4. Gang: 1,663 5. Gang: 1,000 R. Gang: 8,290 | 1. Gang: 8,980 2. Gang: 4,785 3. Gang: 2,736 4. Gang: 1,663 5. Gang: 1,000 R. Gang: 8,290 | 1. Gang: 8,980 2. Gang: 4,785 3. Gang: 2,736 4. Gang: 1,663 5. Gang: 1,000 R. Gang: 8,290 | 1. Gang: 8,980 2. Gang: 4,785 3. Gang: 2,736 4. Gang: 1,663 5. Gang: 1,000 R. Gang: 8,290 | 1. Gang: 8,980 2. Gang: 4,785 3. Gang: 2,736 4. Gang: 1,663 5. Gang: 1,000 R. Gang: 8,290 | 1. Gang: 8,980 2. Gang: 4,785 3. Gang: 2,736 4. Gang: 1,663 5. Gang: 1,000 R. Gang: 8,290 |
| Übersetzung vom Getriebe zu den Rädern | 6,857                                                                                     | 6,857                                                                                     | 6,857                                                                                     | 6,857                                                                                     | 6,857                                                                                     | 6,83                                                                                      | 6,83                                                                                      | 6,83                                                                                      | 6,83                                                                                      | 6,857                                                                                     | 6,857                                                                                     | 6,857                                                                                     | 6,857                                                                                     | 6,83                                                                                      | 6,83                                                                                      | 6,83                                                                                      | 6,83                                                                                      | 6,83                                                                                      | 6,83                                                                                      |
| Übersetzung Zusatzgetriebe             | Nicht verbaut                                                                             | Nicht verbaut                                                                             | Nicht verbaut                                                                             | Nicht verbaut                                                                             | Nicht verbaut                                                                             | Nicht verbaut                                                                             | Nicht verbaut                                                                             | Nicht verbaut                                                                             | Nicht verbaut                                                                             | 1,05 (Straße) 1,6 (Gelände)                                                               | 1,05 (Straße) 1,6 (Gelände)                                                               | 1,05 (Straße) 1,6 (Gelände)                                                               | 1,05 (Straße) 1,6 (Gelände)                                                               | 1,05 (Straße) 1,6 (Gelände)                                                               | 1,05 (Straße) 1,6 (Gelände)                                                               | Nicht verbaut                                                                             | Nicht verbaut                                                                             | Nicht verbaut                                                                             | Nicht verbaut                                                                             |
| Getriebegehäuseölfüllmenge             | 3,7 l                                                                                     | 3,7 l                                                                                     | 3,7 l                                                                                     | 3,7 l                                                                                     | 3,7 l                                                                                     | 3,7 l                                                                                     | 3,7 l                                                                                     | 3,7 l                                                                                     | 3,7 l                                                                                     | 3,7 l                                                                                     | 3,7 l                                                                                     | 3,7 l                                                                                     | 3,7 l                                                                                     | 3,7 l                                                                                     | 3,7 l                                                                                     | 3,7 l                                                                                     | 3,7 l                                                                                     | 3,7 l                                                                                     | 3,7 l                                                                                     |
| Höchstgeschwindigkeit                  | 77 km/h                                                                                   | 77 km/h                                                                                   | 77 km/h                                                                                   | 77 km/h                                                                                   | 77 km/h                                                                                   | 77 km/h                                                                                   | 77 km/h                                                                                   | 77 km/h                                                                                   | 77 km/h                                                                                   | 72 km/h                                                                                   | 72 km/h                                                                                   | 72 km/h                                                                                   | 72 km/h                                                                                   | 72 km/h                                                                                   | 72 km/h                                                                                   | 77 km/h                                                                                   | 77 km/h                                                                                   | 77 km/h                                                                                   | 77 km/h                                                                                   |
| Bremstrommeldurchmesser                | vorne: 400 mm hinten: 408 mm                                                              | vorne: 400 mm hinten: 408 mm                                                              | vorne: 400 mm hinten: 408 mm                                                              | vorne: 400 mm hinten: 408 mm                                                              | vorne: 400 mm hinten: 408 mm                                                              | vorne: 400 mm hinten: 408 mm                                                              | vorne: 400 mm hinten: 408 mm                                                              | vorne: 400 mm hinten: 408 mm                                                              | vorne: 400 mm hinten: 408 mm                                                              | vorne: 400 mm hinten: 408 mm                                                              | vorne: 400 mm hinten: 408 mm                                                              | vorne: 400 mm hinten: 408 mm                                                              | vorne: 400 mm hinten: 408 mm                                                              | vorne: 400 mm hinten: 408 mm                                                              | vorne: 400 mm hinten: 408 mm                                                              | vorne: 400 mm hinten: 408 mm                                                              | vorne: 400 mm hinten: 408 mm                                                              | vorne: 400 mm hinten: 408 mm                                                              | vorne: 400 mm hinten: 408 mm                                                              |
| Sonstige Daten                         |                                                                                           |                                                                                           |                                                                                           |                                                                                           |                                                                                           |                                                                                           |                                                                                           |                                                                                           |                                                                                           |                                                                                           |                                                                                           |                                                                                           |                                                                                           |                                                                                           |                                                                                           |                                                                                           |                                                                                           |                                                                                           |                                                                                           |
| Kraftstoffverbrauch nach DIN 70030     | 14,9 l / 100 km                                                                           | 14,9 l / 100 km                                                                           | 14,9 l / 100 km                                                                           | 14,9 l / 100 km                                                                           | 14,9 l / 100 km                                                                           | 14,9 l / 100 km                                                                           | 14,9 l / 100 km                                                                           | 14,9 l / 100 km                                                                           | 14,9 l / 100 km                                                                           | 16,4 l / 100 km                                                                           | 16,4 l / 100 km                                                                           | 16,4 l / 100 km                                                                           | 16,4 l / 100 km                                                                           | abhängig vom Auflieger                                                                    | abhängig vom Auflieger                                                                    | abhängig vom Auflieger                                                                    | abhängig vom Auflieger                                                                    | abhängig vom Auflieger                                                                    | abhängig vom Auflieger                                                                    |
| Ölverbrauch                            | 250 ml / 100 km                                                                           | 250 ml / 100 km                                                                           | 250 ml / 100 km                                                                           | 250 ml / 100 km                                                                           | 250 ml / 100 km                                                                           | 250 ml / 100 km                                                                           | 250 ml / 100 km                                                                           | 250 ml / 100 km                                                                           | 250 ml / 100 km                                                                           | 250 ml / 100 km                                                                           | 250 ml / 100 km                                                                           | 250 ml / 100 km                                                                           | 250 ml / 100 km                                                                           | 250 ml / 100 km                                                                           | 250 ml / 100 km                                                                           | 250 ml / 100 km                                                                           | 250 ml / 100 km                                                                           | 250 ml / 100 km                                                                           | 250 ml / 100 km                                                                           |
| Füllmenge des Kraftstoffbehälters      | 100 l                                                                                     | 100 l                                                                                     | 100 l                                                                                     | 100 l                                                                                     | 100 l                                                                                     | 100 l                                                                                     | 100 l                                                                                     | 100 l                                                                                     | 100 l                                                                                     | 100 l                                                                                     | 100 l                                                                                     | 100 l                                                                                     | 100 l                                                                                     | 100 l                                                                                     | 100 l                                                                                     | 100 l                                                                                     | 100 l                                                                                     | 100 l                                                                                     | 100 l                                                                                     |
| Füllmenge des Kühlsystems              | 21 l                                                                                      | 21 l                                                                                      | 21 l                                                                                      | 21 l                                                                                      | 21 l                                                                                      | 21 l                                                                                      | 21 l                                                                                      | 21 l                                                                                      | 21 l                                                                                      | 21 l                                                                                      | 21 l                                                                                      | 21 l                                                                                      | 21 l                                                                                      | 21 l                                                                                      | 21 l                                                                                      | 21 l                                                                                      | 21 l                                                                                      | 21 l                                                                                      | 21 l                                                                                      |
| Füllmenge der Ölwanne                  | 7-9 l                                                                                     | 7-9 l                                                                                     | 7-9 l                                                                                     | 7-9 l                                                                                     | 7-9 l                                                                                     | 7-9 l                                                                                     | 7-9 l                                                                                     | 7-9 l                                                                                     | 7-9 l                                                                                     | 7-9 l                                                                                     | 7-9 l                                                                                     | 7-9 l                                                                                     | 7-9 l                                                                                     | 7-9 l                                                                                     | 7-9 l                                                                                     | 7-9 l                                                                                     | 7-9 l                                                                                     | 7-9 l                                                                                     | 7-9 l                                                                                     |